# Norsk Melodi Grand Prix 2010
Melodi Grand Prix 2010 var en norsk musiktävling som arrangerades av NRK. Det var den 49:e upplagan av tävlingen Norsk Melodi Grand Prix. Tävlingen hälls i januari och februari 2010. Vinnaren representerade Norge under Eurovision Song Contest 2010. Programledare var Per Sundnes och Marte Stokstad. Tävlingen bestod av tre delfinaler, i Ørland 8 januari, Bodø 16 januari och Skien 23 januari. "Siste sjansen" arrangerades i Sarpsborg 30 januari och finalen gick i Oslo Spektrum 6 februari.

## Första deltävlingen
I den första delfinalen 8 januari 2010 vann black metal-bandet Keep of Kalessin tillsammans med Maria Haukås Storeng. Keep of Kalessin skapade därmed Grand Prix-historia genom att bli första metalband som deltar i den norska finalen. "The Dragontower", sången Keep of Kalessin deltog med, är komponerad av Arnt Grønbech och texten är av Keep of Kalessin.
Deltävling hölls i Ørland
| Nr | Artist                | Bidrag          | Anmärkning    |
| -- | --------------------- | --------------- | ------------- |
| 1  | Gaute Ormåsen         | Synk eller svøm | Sista Chansen |
| 2  | Lene Alexandra        | Primadonna      | Utslagen      |
| 3  | Johnny Hide           | Rewind Love     | Sista Chansen |
| 4  | Bjørn Johan Muri      | Yes Man         | Sista Chansen |
| 5  | Elisabeth Carew       | Rocketfuel      | Utslagen      |
| 6  | Maria Haukkas Storeng | Make My Day     | Final         |
| 7  | Keep Of Kalessin      | The Dragontower | Final         |

## Andra deltävlingen
Deltävlingen i Bodø vanns av Maria Arredondo med låten The Touch och Alexander Stenerud med låten Give It To Me.
| Nr | Artist             | Bidrag                   | Anmärkning    |
| -- | ------------------ | ------------------------ | ------------- |
| 1  | Venke Knutson      | Jealous Cause I Love You | Sista Chansen |
| 2  | Skanksters         | Life Is Here Today       | Sista Chansen |
| 3  | Tomine Harket      | Be Good To Me            | Utslagen      |
| 4  | Hanne Haugsand     | Don't Stop               | Utslagen      |
| 5  | Maria Arredondo    | The Touch                | Final         |
| 6  | Heine Totland      | The Best Of Me Is You    | Sista Chansen |
| 7  | Alexander Stenerud | Give It To Me            | Final         |

## Tredje deltävlingen
Gruppen A1 med Don't Wanna Lose You Again och Didrik Solli-Tangen med My Heart Is Yours vann deltävlingen i Skien
| Nr | Artist              | Bidrag                     | Anmärkning    |
| -- | ------------------- | -------------------------- | ------------- |
| 1  | Mira Craig          | I'll Take You High         | Sista Chansen |
| 2  | Fred Endresen       | Baracks On The Hill        | Utslagen      |
| 3  | Belinda Braza       | Million Dollar Baby        | Utslagen      |
| 4  | Didrik Solli-Tangen | My Heart Is Yours          | Final         |
| 5  | The Diamond         | European Girl              | Utslagen      |
| 6  | Karoline Garfjell   | Tokyo Night                | Sista Chansen |
| 7  | A1                  | Don't Wanna Lose You Again | Final         |

## Sista chansen
Inom denna del tävlade låtarna som hade kommit på tredje och fjärde plats i de tidigare deltävlingarna. Även de två bidrag som hade flest röster av dem som hamnade på en femteplats fick delta i sista chansen, vilket blev  Johhny Hide från första deltävlingen och Skanksters från den andra. Tävlingen bestod av fyra startdueller och två semifinaldueller, där vinnarna gick vidare för att tävla i finalen i Oslo. Tävlingen hölls i Sarpsborg.
|  | Omgång 1                               | Omgång 1                               | Omgång 1                               |                                        |                               | Omgång 2                      | Omgång 2     | Omgång 2 |  |  | Kvalificerade | Kvalificerade | Kvalificerade |  |
|  |                                        |                                        |                                        |                                        |                               |                               |              |          |  |  |               |               |               |  |
|  | Skanksters Life Is Here Todau          | Skanksters Life Is Here Todau          | Utslagen                               |                                        |                               |                               |              |          |  |  |               |               |               |  |
|  | Skanksters Life Is Here Todau          | Skanksters Life Is Here Todau          | Utslagen                               |                                        |                               |                               |              |          |  |  |               |               |               |  |
|  | Bjørn Johan Muri Yes Man               | Bjørn Johan Muri Yes Man               | Kvalificerad                           |                                        |                               |                               |              |          |  |  |               |               |               |  |
|  | Bjørn Johan Muri Yes Man               | Bjørn Johan Muri Yes Man               | Kvalificerad                           |                                        | Bjørn Johan Muri Yes Man      | Bjørn Johan Muri Yes Man      | Kvalificerad |          |  |  |               |               |               |  |
|  |                                        |                                        |                                        |                                        | Bjørn Johan Muri Yes Man      | Bjørn Johan Muri Yes Man      | Kvalificerad |          |  |  |               |               |               |  |
|  |                                        |                                        | Gaute Ormåsen Synk eller svøm          | Gaute Ormåsen Synk eller svøm          | Utslagen                      |                               |              |          |  |  |               |               |               |  |
|  | Gaute Ormåsen Synk eller svøm          | Gaute Ormåsen Synk eller svøm          | Gaute Ormåsen Synk eller svøm          | Gaute Ormåsen Synk eller svøm          | Utslagen                      | Kvalificerad                  |              |          |  |  |               |               |               |  |
|  | Gaute Ormåsen Synk eller svøm          | Gaute Ormåsen Synk eller svøm          |                                        |                                        |                               |                               |              |          |  |  |               |               |               |  |
|  | Heine Totland The Best Of Me Is You    | Heine Totland The Best Of Me Is You    | Utslagen                               |                                        |                               |                               |              |          |  |  |               |               |               |  |
|  | Heine Totland The Best Of Me Is You    | Heine Totland The Best Of Me Is You    | Utslagen                               |                                        | Bjørn Johan Muri Yes Man      | Bjørn Johan Muri Yes Man      | Finalist     |          |  |  |               |               |               |  |
|  |                                        |                                        |                                        |                                        |                               |                               |              |          |  |  |               |               |               |  |
|  |                                        |                                        | Venke Knutson Jealous Cause I Love You | Venke Knutson Jealous Cause I Love You | Finalist                      |                               |              |          |  |  |               |               |               |  |
|  | Johnny Hide Rewind Love                | Johnny Hide Rewind Love                | Venke Knutson Jealous Cause I Love You | Venke Knutson Jealous Cause I Love You | Finalist                      | Utslagen                      |              |          |  |  |               |               |               |  |
|  | Johnny Hide Rewind Love                | Johnny Hide Rewind Love                |                                        |                                        |                               |                               |              |          |  |  |               |               |               |  |
|  | Mira Craig I'll Take You High          | Mira Craig I'll Take You High          | Kvalificerad                           |                                        |                               |                               |              |          |  |  |               |               |               |  |
|  | Mira Craig I'll Take You High          | Mira Craig I'll Take You High          | Kvalificerad                           |                                        | Mira Craig I'll Take You High | Mira Craig I'll Take You High | Utslagen     |          |  |  |               |               |               |  |
|  |                                        |                                        |                                        |                                        | Mira Craig I'll Take You High | Mira Craig I'll Take You High | Utslagen     |          |  |  |               |               |               |  |
|  |                                        |                                        | Venke Knutson Jealous Cause I Love You | Venke Knutson Jealous Cause I Love You | Kvalificerad                  |                               |              |          |  |  |               |               |               |  |
|  | Karoline Garfjell Tokyo Night          | Karoline Garfjell Tokyo Night          | Venke Knutson Jealous Cause I Love You | Venke Knutson Jealous Cause I Love You | Kvalificerad                  | Utslagen                      |              |          |  |  |               |               |               |  |
|  | Karoline Garfjell Tokyo Night          | Karoline Garfjell Tokyo Night          |                                        |                                        |                               |                               |              |          |  |  |               |               |               |  |
|  | Venke Knutson Jealous Cause I Love You | Venke Knutson Jealous Cause I Love You | Kvalificerad                           |                                        |                               |                               |              |          |  |  |               |               |               |  |

## Finalen
Finalen arrangerades i Oslo Spektrum i Oslo lördagen den 6 februari. Där tävlade 8 finalister som hade gått vidare via tre deltävlingar och en sista chansen-vecka. Första röstningsomgången bestod av alla åtta finalisterna där bara fyra gick vidare till en så kallad superfinal.
Vid den andra omgången räknades antal röster som ett bidrag fick i poäng vilket ledde till att Didrik Solli-Tangen med My Heart Is Yours vann tävlingen och blev Norges bidrag till Eurovision Song Contest 2010. Tvåa blev A1 med Don't Wanna Lose You Again och trea blev Keep of Kalessin med låten The Dragontower.
| Nr | Artist                | Bidrag                     | Text (t) / Musik (m)                                                                        | Placering |
| -- | --------------------- | -------------------------- | ------------------------------------------------------------------------------------------- | --------- |
| 1  | A1                    | Don't Wanna Lose You Again | Ben Adams (m & t), Mark Read (m & t), Christian Ingebrigtsen (m & t), David Eriksen (m & t) | 2         |
| 2  | Maria Haukaas Storeng | Make My Day                | Merethe La Verdi (m & t), Mats Lie Skåre (m)                                                | 5         |
| 3  | Venke Knutson         | Jealous 'Cause I Love You  | Laila Samuelsen (m & t), Alexander Kronlund (m & t), Lucas Hilbert (m)                      | 5         |
| 4  | Bjørn Johan Muri      | Yes Man                    | Simone Larsen (m & t), Simen Eriksrud (m & t), Bjørn Johan Muri (m & t)                     | 4         |
| 5  | Maria Arredondo       | The Touch                  | Rolf Løvland (m & t)                                                                        | 5         |
| 6  | Alexander Stenerud    | Give It To Me              | Alexander Stenerud (m & t)                                                                  | 5         |
| 7  | Didrik Solli-Tangen   | My Heart Is Yours          | Hanne Sørvaag (m & t), Fredrik Kempe (m & t)                                                | 1         |
| 8  | Keep of Kalessin      | The Dragontower            | Arnt "Obsidian" Grønbech (m & t), Torbjørn Schei (t), Vegar Larsen (t), Robin Isaksen (t)   | 3         |